# Serguei Adian
Serguei Adian (armeni: Սերգեյ Հովհաննեսի Ադյան)  (Quşçu, 1 de gener de 1931 - Moscou, 5 de maig de 2020) va ser un matemàtic soviètic d'origen armeni.

## Vida i obra
Adian va néixer en un petit poble de muntanya, però aviat els seus pares es van traslladar a la ciutat de Kirovabad (actual Gandja), a uns cinquanta quilòmetres, on el seu pare feia de fuster. El 1938, el pare ve decidir que estudiés a l'institut rus de la ciutat, tot i que ningú a la família parlava el rus (eren armenis). Després de l'invasió alemanya el 1941 el seu pare va ser mobilitzat i va morir poc després al front. En acabar els estudis secundaris el 1948 i, com que havia destacat com bon estudiant, va ser proposat per anar a estudiar a Moscou, però no va poder ser per problemes burocràtics i va començar a estudiar a l'Institut Pedagògic Estatal d'Erevan, on va haver de tornar a l'armeni, que parlava però no sabia escriure. L'any següent es trasllada a Moscou per continuar estudiant a l'Institut Pedagògic de la capital, on és deixeble de Piotr Nóvikov qui es convertirà en el seu mentor i amic, juntament amb la seva esposa Liudmila Kéldix.
El 1955 es va doctorar i va esdevenir professor de l'Institut Pedagògic on va romandre fins al 1957 quan, en constituir-se un departament de lògica a l'Institut Steklov de Matemàtiques, s'hi va incorporar a les odres de Nóvikov. A partir de 1965 va compagina la seva recerca amb una plaça docent a temps parcial a la universitat Estatal de Moscou. En aquesta època es va embarcar, juntament amb Nóvikov, en l'estudi del problema de Burnside, treballs pels quals van rebre el 1999 el Premi Estatal de la Federació Russa.
Els treballs de recerca d'Adian van ser principalment en teoria de grups i en lògica matemàtica. En el camp de la computació, també va fer notables aportacions sobre mètodes algorísmics.